# إيفان ليتفينوفيتش
إيفان ليتفينوفيتش (مواليد 26 يونيو 2001) هو لاعب جمباز القفز بيلاروسي،حصل على ذهبية أولمبياد 2020.